# Jasarum
Jasarum, monotipski biljni rod iz porodice kozlačevki smješten u tribus Caladieae, dio potporodice Aroideae. 
Jedina vrsta je J. steyermarkii, zimzelena vodena biljka porijeklom iz dva riječna sustava u Venezueli i Gvajani. Raste potopljena po oligotrofnim potocima. Stabljika uspravna, listovi trakasti

## Vanjske poveznice
|  | Zajednički poslužitelj ima još gradiva o temi Jasarum |
|  | Wikivrste imaju podatke o taksonu Jasarum             |